# Apollo 440
Apollo 440 est un groupe musical britannique formé en 1990 à Liverpool par Trevor Gray et son frère Howard Gray, ainsi que Norman Fisher-Jones (Noko). Tous les membres chantent et utilisent allègrement samples et bruit électronique.
Ils feront une première fois parler d'eux en remixant le titre Even Better Than The Real Thing de U2 (1991), en proposant pour l'une des premières fois une version "dance" d'un morceau rock.
Après avoir migré dans le quartier de Camden à Londres, Apollo 440 a enregistré son premier album Millennium Fever et l'édite en 1994 sur son propre label Stealth Sonic Recordings (distribués par Epic Records).
En 1996, ils changent l'écriture de leur nom pour Apollo Four Forty avant de revenir à la version chiffrée vers 2001,.
Actuellement, le groupe réside dans Islington à Londres dans un nouveau siège social affectueusement appelé Apollo Control.
Billy Mackenzie écrit les paroles de Pain in any langages (Electro Glide in blue) avant de se donner la mort en 1997.

## Discographie

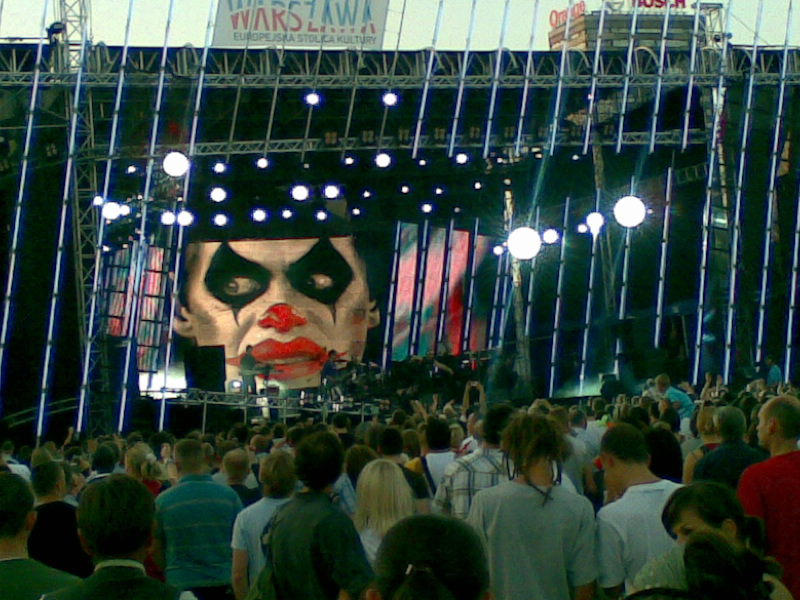
Stage, Orange Warsaw Festival, 2008

### Albums
- Millennium Fever (1994)
- Electro Glide in Blue (1997)
- Gettin' High on Your Own Supply (1999) #20 UK
- Dude Descending a Staircase (2003)
- The Future's What it Used to Be (2012)

### Singles
- Lolita (1991)
- Destiny (1991)
- Blackout (1992)
- Rumble E.P. (1993)
- Astral America (1994) #36 UK
- Liquid Cool (1994) #35 UK
- (Don't Fear) The Reaper (1995) #35 UK
- Krupa (1996) #23 UK
- Ain't Talkin' 'Bout Dub (1997) #7 UK
- Raw Power (1997) #32 UK
- Carrera Rapida (1997)
- Rendez-Vous 98 (with Jean Michel Jarre; 1998) #12 UK
- Lost In Space (1998) #4 UK
- Stop The Rock (1999) #10 UK
- Heart Go Boom (1999) #57 UK
- Hors album: Cold Rock The Mic / Crazee Horse (2000)
- Charlie's Angels 2000 (2000) #29 UK
- Say What? (avec 28 Days; 2001) #23 Australia
- Dude Descending A Staircase (feat. The Beatnuts; 2003) #58 UK

### Bande originale
- Rapid Racer (1997), format: PlayStation CD
- FIFA 2000 (1999), format: PlayStation CD avec la chanson Stop The Rock
- Anti-Grav (2004), format: PlayStation 2 DVD
- 60 secondes chrono, film de 2000 avec Nicolas Cage avec la chanson Stop The Rock
- Boys & Girls, film de 2000 avec Freddie Prinze Jr. et Jason Biggs (American Pie) avec la chanson Stop The Rock
- SWAT Unité d'élite, film de 2003 avec Samuel L. Jackson et Colin Farrell avec la chanson Time is Running Out
- Publicité de la Kia Sportage, 2015, avec la chanson " Stop The Rock"

### Anecdotes
Leur chanson Lost In Space a été utilisée comme thème principal de l'émission Planet Arthur diffusée sur Fun Radio entre 2002 et 2004.